# منظمة الأمن والتعاون في أوروبا
منظمة الأمن والتعاون في أوروبا (بالإنجليزية: Organization for Security and Co-operation in Europe) هي أكبر منظمة حكومية دولية ذات توجه أمني في العالم. تشمل اختصاصات هذه المنظمة قضايا مثل الحد من التسلح، وتعزيز حقوق الإنسان، وحرية الصحافة والانتخابات النزيهة. يعمل فيها نحو 3460 شخص، معظمهم في عملياتها الميدانية ولكن يوجد منهم أيضًا من يعمل في أمانتها التنفيذية في فيينا، النمسا، ومؤسساتها. تعود أصولها إلى مؤتمر منتصف عام 1975 عن الأمن والتعاون في أوروبا (سي إس سي إي) الذي أقيم في هلنسكي، فنلندا. تهتم منظمة الأمن والتعاون في أوروبا بأنظمة التحذير المبكر، ومنع النزاعات، وإدارة الأزمات وإعادة التأهيل ما بعد النزاعات. معظم الدول المشاركة فيها والبالغ عددها 57 دولة تقع في أوروبا، لكن يوجد بعض الأعضاء الموجودين في آسيا وأمريكا الشمالية. تغطي الدول المشاركة فيها جزءًا كبيرًا من الأرض الواقعة في نصف الكرة الشمالي. تم تأسيسها خلال فترة الحرب الباردة لتكن منتدًى للنقاش بين الشرق والغرب.

## نبذة تاريخية
تعود أصول المنظمة إلى مؤتمر عام 1973 عن الأمن والتعاون في أوروبا (سي إس سي إي). طُرحت نقاشات حول فكرة وجود تجمع أوروبي أمني منذ خمسينيات القرن العشرين، لكن الحرب الباردة منعت حدوث أي تقدم جوهري حتى بدأت المحادثات في مبنى ديبولي في إيسبو في نوفمبر عام 1972. عقدت هذه المحادثات بناء على اقتراح الاتحاد الأوروبي الذي أراد استخدامها للحفاظ على سيطرته على الدول الشيوعية في أوروبا الشرقية، واستضافهم رئيس فنلندا أورهو كيكونين من أجل تأكيد سياسته الحيادية. من ناحية ثانية، اعتبرت أوروبا الغربية هذه المحادثات طريقة لتقليل التوتر في المنطقة، وتعجيل التعاون الاقتصادي وتحقيق التحسينات الإنسانية لسكان الكتلة الشيوعية.
أعطت توصيات المحادثات التي جاءت في صيغة «الكتاب الأزرق» الأسس العملية لمؤتمر من ثلاث مراحل أطلق عليه اسم «عملية هلنسكي». افتتحت منظمة الأمن والتعاون في أوروبا في هلنسكي بتاريخ 3 يوليو عام 1973 بإرسال 35 دولة لممثلين عنها. استغرقت المرحلة الأولى خمسة أيام فقط للموافقة على اتباع الكتاب الأزرق. كانت المرحلة الثانية هي مرحلة العمل الرئيسية وأجريت في جنيف منذ 18 سبتمبر عام 1973 حتى 21 يوليو عام 1975. كانت نتيجة المرحلة الثانية هي اتفاقية هلنسكي النهائية التي وقعتها نحو 35 دولة مشاركة خلال المرحلة الثالثة، والتي حدثت في قاعة فنلنديا منذ 30 يوليو حتى 1 أغسطس 1975. افتتحها الكاردينال الدبلوماسي التابع للكرسي البابوي أغوستينو كاسارولي، الذي كان رئيسًا للمؤتمر.
تطورت مفاهيم تحسين العلاقات وتنفيذ القانون على مدى سلسلة من الاجتماعات المتتالية، مع اجتماعات كبرى في بلغراد (4 أكتوبر 1977-8 مارس 1978)، وفي مدريد (11 نوفمبر 1980- 9 سبتمبر 1983) وفي فيينا (4 نوفمبر 1986- 19 يناير 1989).
تطلب سقوط الاتحاد السوفييتي تغييرًا في عمل مؤتمر الأمن والتعاون في أوروبا.  كان ميثاق باريس لأوروبا الجديدة، الذي تم توقيعه في 21 نوفمبر 1990، بمثابة بداية لهذا التغيير. تُوجت هذه العملية بإعادة تسمية مؤتمر الأمن والتعاون في أوروبا ليصبح منظمة الأمن والتعاون في أوروبا في 1 يناير عام 1995، وفقًا لنتائج المؤتمر الذي عقد في بودابست عام 1994. تمتلك المنظمة الآن أمانة تنفيذية رسمية، ومجلس لكبار المسؤولين، وجمعية برلمانية، ومركز لمنع النزاعات ومكتب للانتخابات النزيهة، والذي أصبح لاحقًا مكتبًا للمؤسسات الديمقراطية وحقوق الإنسان.
أكد «إعلان لشبونة المتعلق بنموذج أمني مشترك وشامل لأوروبا للقرن الواحد والعشرين» في ديسمبر عام 1996، على الطبيعة العالمية وغير القابلة للتجزئة للأمن في القارة الأوروبية.
أنهت منظمة الأمن والتعاون في أوروبا في 19 نوفمبر عام 1999، في إسطنبول، قمة استمرت ليومين من خلال الدعوة إلى تسوية سياسية في الشيشان، وإلى اعتماد ميثاق للأمن الأوروبي.
تراقب منظمة الأمن والتعاون في أوروبا الانتخابات وتقيمها في دولها الأعضاء، من خلال مكتبها للمؤسسات الديمقراطية وحقوق الإنسان (أو دي آي إتش آر)، وذلك من أجل دعم العمليات الديمقراطية الشفافة والعادلة، بما يتناسب مع المعايير المتبادلة التي تلتزم بها المنظمة؛ أرسلت المنظمة بين عامي 1994 و2004 فرقًا من المراقبين لمراقبة أكثر من 150 عملية انتخابية، وركزت بشكل أساسي على الانتخابات في الديمقراطيات الناشئة. في عام 2004، وبناء على دعوة من حكومة الولايات المتحدة، نشر مكتب المؤسسات الديمقراطية وحقوق الإنسان بعثة تقييم، تتضمن مشاركين من ستة دول أعضاء في المنظمة، قاموا بمراقبة الانتخابات الرئاسية في الولايات المتحدة في ذلك العام وقدموا تقريرًا عنها. كانت تلك المرة الأولى التي تخضع فيها انتخابات رئاسية أمريكية للمراقبة من قبل المنظمة، على الرغم من أن المنظمة راقبت سابقًا انتخابات رئاسية على مستوى الولاية في فلوريدا وكاليفورنيا في عامي 2002 و2003. أُجري تقييم عام 2004 على خلفية إعادة الفرز المثيرة للجدل في الانتخابات الرئاسية الأمريكية لعام 2000، وجاء بشكل كبير من خلال مبادرة 13 عضو ديمقراطي في مجلس النواب الأمريكي. وجهت تلك المجموعة، التي تضمنت باربرا لي من كاليفورنيا وإيدي بيرنيس جونسون من تكساس، طلبًا إلى الأمم المتحدة بحضور مراقبي الانتخابات، في رسالة إلى كوفي عنان، الأمين العام للأمم المتحدة، لكن الطلب قوبل بالرفض. بعد ذلك، ردت إدارة الرئيس جورج دبليو.بوش، من خلال وزارة الخارجية، برئاسة وزير الخارجية كولن باول، على مخاوف مشرعي القانون من خلال دعوتها لبعثة مراقبة الانتخابات التابعة لمنظمة الأمن والتعاون في أوروبا.

### اللغات
اللغات الستة الرسمية لمنظمة الأمن والتعاون في أوروبا هي الإنجليزية، والفرنسية، والألمانية، والإيطالية، والإسبانية والروسية.

### وضعها القانوني
ثمة جانب فريد من جوانب منظمة الأمن والتعاون في أوروبا يتمثل بالوضع غير الملزم لميثاقها التأسيسي. تمثل اتفاقية هلنسكي النهائية التزامًا سياسيًا من قبل رؤساء حكومات جميع الموقعين لبناء الأمن والتعاون في أوروبا وفقًا بنودها، وذلك بدلًا من كونها معاهدة رسمية تصادق عليها السلطات التشريعية الوطنية. يتيح ذلك للمنظمة أن تبقى عملية مرنة لتطوير تحسين التعاون، وتتفادى النقاشات و/أو فرض العقوبات لصالح تنفيذ التزاماتها. وافق الدول الموقعة عليها لأول مرة، من خلال موافقتها على هذه الالتزامات، على القبول بأن معاملة المواطنين ضمن حدودها هي أيضًا مسألة ذات أهمية دولية قانونية. غالبًا ما يُعزى الفضل لهذه العملية المفتوحة لمنظمة الأمن والتعاون في أوروبا لمساعدتها في بناء الديمقراطية في الاتحاد السوفييتي وأوروبا الشرقية، وبالتالي دورها في الوصول إلى نهاية الحرب الباردة. مع ذلك، وعلى عكس معظم المنظمات الحكومية الدولية، فإن منظمة الأمن والتعاون في أوروبا لا تمتلك هوية قانونية دولية لأن ميثاقها يفتقر للتأثير القانوني. نتيجةً لذلك، اضطرت النمسا، وهي الدولة المستضيفة لمكتبها الرئيسي، إلى إضفاء الطابع القانونية على هوية المنظمة كي تكون قادرة على التوقيع على اتفاق قانوني فيما يخص وجودها في فيينا.

## مهام المنظمة
تهتم المنظمة في المقام الأول بمنع نشوب الصراعات وإدارة الأزمات وإعادة التأهيل في مرحلة ما بعد الصراعات. وللمنظمة 19 عملية ميدانية في مناطق جنوب شرق أوروبا والقوقاز وآسيا الوسطى.
حسب ميثاق المنظمة، تغطي المنظمة كافة الجوانب الثلاثة للأمن وهي الجانب الإنساني والجانب السياسي-العسكري والجانب الاقتصادي-البيئي، بما في ذلك:
- محاربة الاتجار (في البشر والأسلحة الخفيفة والمخدرات)
- منع التسلح
- مكافحة الإرهاب
- الترويج للديمقراطية
- حقوق الإنسان
- حرية الإعلام
- حقوق الأقليات
- أعمال الشرطة وحفظ الأمن المدني.
- سيادة القانون.

## تاريخ
كازاخستان إحدى أكبر وأهم جمهوريات الإتحاد السوفياتي السابق، أصبحت مع بداية 2010 رئيسة لمنظمة الأمن والتعاون في أوروبا.

## وصلات خارجية
- الموقع الرسمي لمنظمة الأمن والتعاون في أوروبا